# 贝尔纳·莱德伯尔
贝尔纳·莱德伯尔（法語：Bernard Laidebeur，1942年7月11日—1991年4月21日），法国男子田径运动员，主攻短跑。他曾代表法国参加1964年夏季奥林匹克运动会田径比赛，获得男子4×100米接力铜牌。